# Контратенор
Контрате́нор (лат. contratenor, букв. — голос «напротив тенора») — самый высокий из мужских оперных голосов, диапазон до-ми — ми2-соль2 (130,8—784 Гц). В нижней части регистра пересекается с тенором-альтино, но часто имеет более андрогинное звучание, причём верхние ноты зачастую берутся фальцетом. 
До конца XX века встречался сравнительно редко, ассоциируясь со старинной музыкой и церковными хорами (см. дискант). Искусство пения контратенором возродил в середине XX века англичанин Альфред Деллер. Бриттен, Типпетт и другие послевоенные композиторы стали писать партии специально для контратеноров, что приводит к постоянному расширению их репертуара (преимущественно англоязычного). Тем не менее в сознании большинства слушателей контратеноры продолжают ассоциироваться с музыкой барокко.
Значительная часть контратеноров (например, А. Шолль) предпочитает петь достаточно низким альтом (что соответствует тесситуре контральто), другая часть (Ф. Жаруски, Я. Ю. Орлиньский) — высоким альтом, в тесситуре меццо-сопрано. Немногочисленную группу контратеноров (Р. Марьян, Ф. Фаджоли), которые могут петь в тесситуре сопрано (почти всегда с использованием головного регистра или фальцета), в англоязычной традиции называют сопранистами.
Как правило, контратеноры исполняют партии героев-мужчин, изначально написанные для кастратов в эпоху барокко (например, Юлий Цезарь и Ринальдо в одноимённых операх Генделя) или несколько позже (ранний Моцарт и даже Россини), мужские партии, написанные для haute-contre и женских голосов, а также фольклор, в частности английский. 